# Jean-Michel Di Falco
Jean-Michel Di Falco (* 25. listopadu 1941, Marseille) je francouzský římskokatolický duchovní, emeritní biskup gapský. Před jmenováním sídelním biskupem gapské diecéze, působil půl roku jako tamní pomocný biskup. Před svým jmenováním do Gapu působil několik let jako pomocný biskup v pařížské arcidiecézi. Z důvodu dosažení kanonického věku rezignoval v roce 2017 na biskupský úřad.

## Život
Jean-Michel se narodil v roce 1941 v Marseille na jihu Francie. Vystudoval Katolický institut v Paříži a v roce 1968 byl vysvěcen na kněze pro marseillskou arcidiecézi.
Papež Jan Pavel II. ho jmenoval pomocným biskupem pro pařížskou arcidiecézi v roce 1997. Jeho titulární diecézí se stalo valliské biskupství. V září 2003 byl jmenován pomocným biskupem pro gapskou diecézi a v listopadu téhož roku se stal tamním sídelním biskupem. Na úřad gapského biskupa složil rezignaci (z důvodu dosažení kanonického věku) do rukou papeže Františka, který ji přijal v dubnu 2017. Jeho nástupcem v úřadu byl jmenován Mons. Malle. Od roku 2017 užívá Mons. Di Falco titul emeritní biskup gapský.

## Mariánská zjevení v Laus
Zjevení Panny Marie v Laus je označení pro křesťanský fenomén z let 1664-1718. Vizionářce Benediktě Rencurelové (Benoîte Rencurel) se opakovaně zjevovala Panna Maria s výzvou k modlitbě za hříšníky. Události byly od počátku sledovány církevními i státními orgány. Církevní schválení událostí v Laus probíhalo postupně, dokončeno bylo v roce 2008 a slavnostně oznámeno Mons. Di Falcem. V Laus se ve 21. století nachází poutní místo Svatyně Panny Marie z Laus.

## Galerie

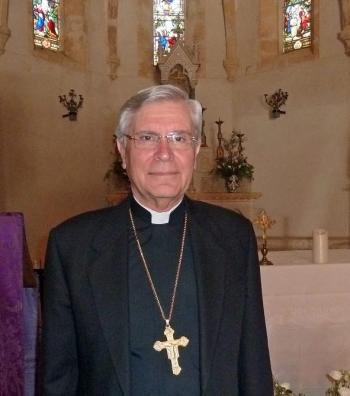
Mons. Di Falco v r. 2013
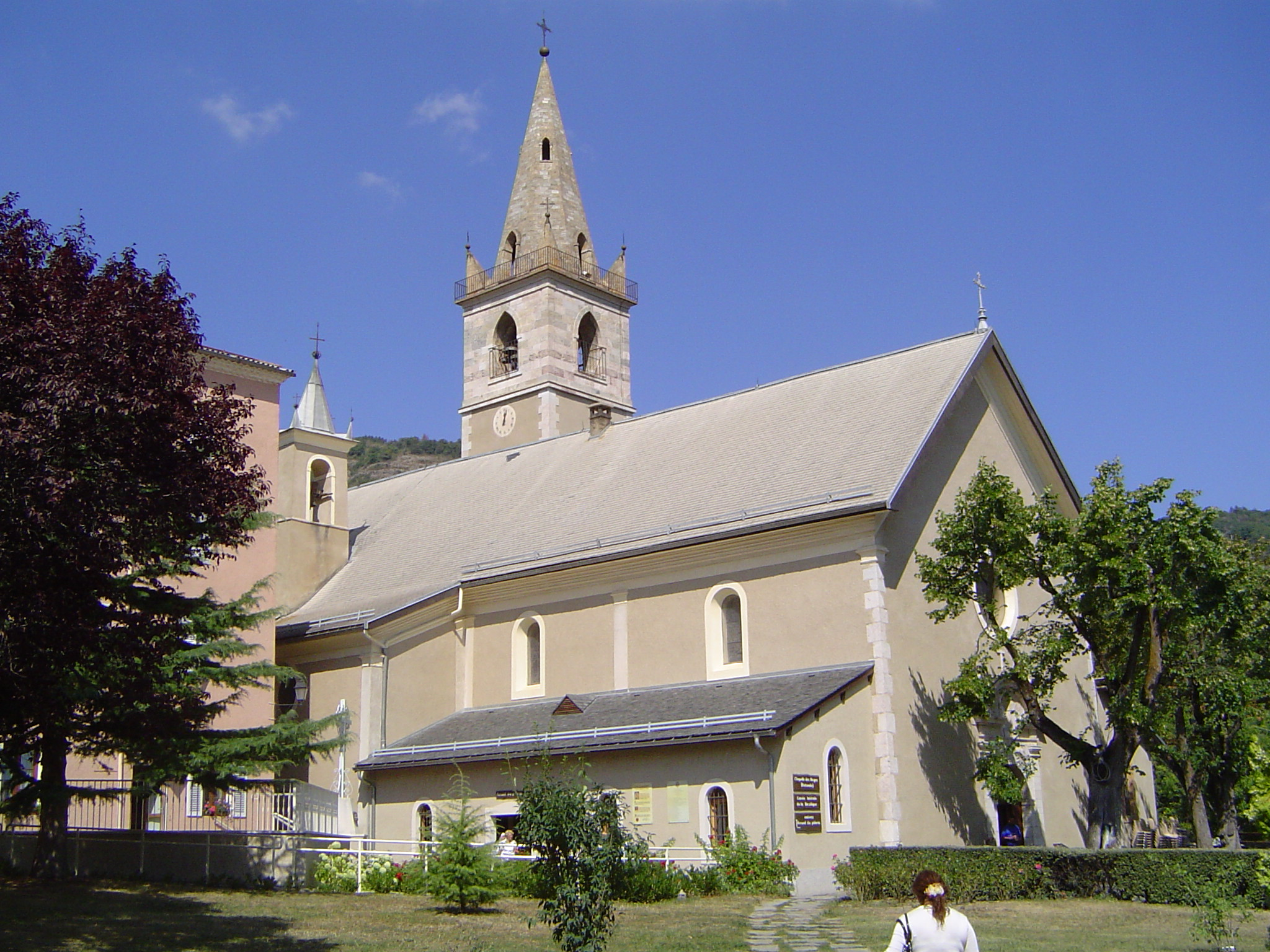
Bazilika Panny Marie v Laus
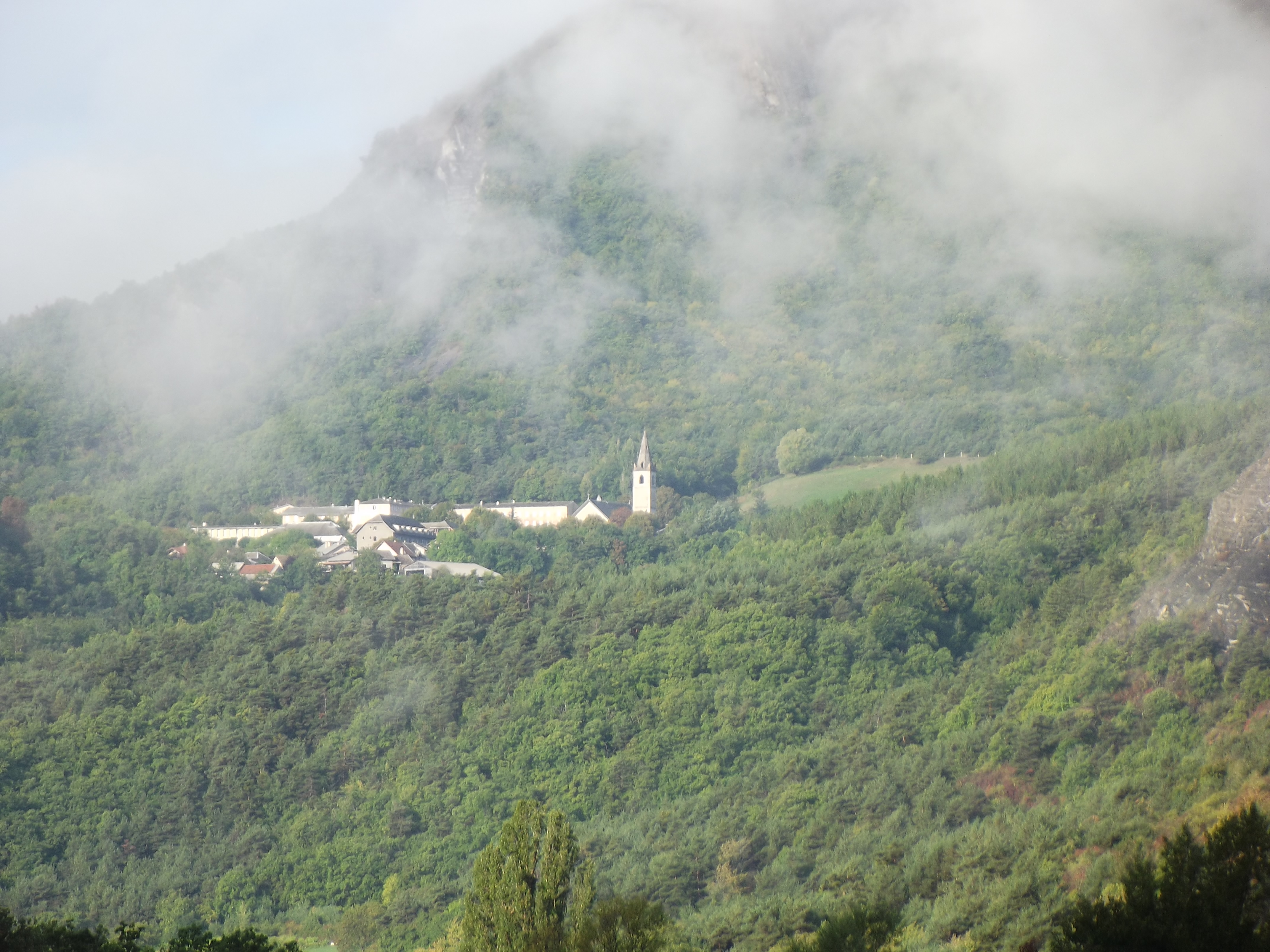
Svatyně Panny Marie v Laus s přilehlou vesničkou

## Osobní erb
Erb Mons. Di Falca je čtvrcený, v jednotlivých polích jsou atributy čtyř evangelistů. Erb je převýšen zeleným pastýřským kloboukem s počtem střapců odpovídající postavení arcibiskupa. Erb se gapským biskupům povyšuje tímto způsobem na základě rozhodnutí papeže Pia IX. v souvislosti s událostmi v Laus.